# Jan Hendrik Arnoldts
Johannes Henricus (Jan Hendrik) Arnoldts (Sittard, 9 september 1808 - Sittard, 19 december 1881) was een Nederlands en Limburgs politicus van conservatief-katholieken huize.
Jan Hendriks vader was schepen van Sittard, koopman, landmeter en rijksbelastingontvanger.
Arnoldts werd, na een activiteit van acht jaar bij de Garde Civique in januari 1843 tot burgemeester benoemd van zijn geboorteplaats Sittard. Hij zou van Sittard burgemeester blijven tot zijn dood in 1881.
Toen in de jaren 1830 de afscheiding van België speelde, was hij pro-Belgisch (getuige ook zijn lidmaatschap van de Garde Civique). Echter toen in 1848 een afscheidingsbeweging actief was die Limburg tot het verenigde Duitsland wilde laten toetreden, was hij een fel tegenstander en hij koos dan ook voor een Nederlands Limburg.
In 1849 werd hij gekozen in de Staten van toen nog het hertogdom Limburg, en aansluitend in 1850 van de Provinciale Staten van de provincie Limburg. Van 1860 tot 1866 is hij ook burgemeester van Geleen en van 1858 tot 1870 burgemeester van Broeksittard.
Vanaf 1862 is hij ook kantonrechter-plaatsvervanger, en tot 1871 ook ambtenaar bij het Openbaar Ministerie. Van 1870 tot 1873 is hij mede-exploitant bij de gasfabriek in Sittard.
In 1871 wist hij (op 63-jarige leeftijd) een zetel in de Tweede Kamer der Staten-Generaal te veroveren, toen nog via het districtenstelsel, waarbij hij het eindelijk won van de liberaal-katholieken. In de Kamer kwam hij op voor de Limburgse belangen en het bijzonder onderwijs, en sprak hij over spoorwegaangelegenheden en soms over kleinere onderwerpen met betrekking tot Limburg. Hij sprak er met een sterk Limburgs accent en was soms moeilijk te verstaan.
In 1862 werd Arnoldts benoemd tot ridder in de Orde van de Eikenkroon en in 1875 tot commandeur in de Orde van de Heilige Gregorius.